# タヴリン人
タヴリン人（タヴリンじん、ロシア語: Тавлинцы , тавлинец;  英語: Tavlins , tavlintsy）とは、20世紀初頭までロシア人などからアヴァール人やその周辺民族に対して使用されていた民族名。
さらに言えばダゲスタン北部の民族がまとめて「タヴリン人」と呼ばれていた。逆にダゲスタン南部の民族は、まとめて「レズギン人」と呼ばれていた。
民族として存在しないため、現在「タヴリン人」という言葉は使用されていない。